# Skierka robusta
Skierka robusta är en svampart som beskrevs av Doidge 1926. Skierka robusta ingår i släktet Skierka och familjen Pileolariaceae.   Inga underarter finns listade i Catalogue of Life.